# Гюрова, Красимира
Красимира Димитрова Гюрова (болг. Красимира Димитрова Гюрова; 26 октября 1953, София — 30 марта 2011, София) — болгарская баскетболистка, атакующий защитник. Бронзовый призёр летних Олимпийских игр 1976 года.

## Биография
Красимира Гюрова родилась 26 октября 1953 года в болгарском городе София.
Играла в баскетбол на позиции атакующего защитника. Выступала за софийские «Академик», в составе которого выигрывала чемпионат Болгарии, и ЦСКА.
В 1976 году вошла в состав женской сборной Болгарии по баскетболу на летних Олимпийских играх в Монреале и завоевала бронзовую медаль. Провела 5 матчей на позиции атакующего защитника, набрала 7 очков в матче со сборной СССР.
В 1978 году участвовала в чемпионате Европы в Польше, где болгарки заняли 7-е место. Провела 7 матчей, набрала 21 очко.
По окончании игровой карьеры работала тренером в софийском ЦСКА. Также была судьёй и комиссаром матчей, трудилась в Федерации баскетбола Болгарии.
Умерла 30 марта 2011 года в Софии после тяжёлой болезни.

## Память
В 2013 году Федерация баскетбола Болгарии учредила в Софии детский баскетбольный фестиваль «Красимира Гюрова».